# Fatah
 (mars 2014).
Si vous disposez d'ouvrages ou d'articles de référence ou si vous connaissez des sites web de qualité traitant du thème abordé ici, merci de compléter l'article en donnant les références utiles à sa vérifiabilité et en les liant à la section « Notes et références ».
Le Fatah (en arabe : فتح, soit « conquête ») est un parti politique nationaliste palestinien qui est le plus important de l'Organisation de libération de la Palestine (OLP) et le deuxième du Conseil législatif palestinien (CLP). Fondé par Yasser Arafat, Khaled Yashruti, Salah Khalaf et Khalil al-Wazir au Koweït en 1959. 
Fatah est l'acronyme inversé de son nom complet حركة التحرير الوطني الفلسطيني, soit harakat ut-tahrîr il-wataniyy il-falastîniyy, « Mouvement de libération national de la Palestine », les initiales en arabe faisant référence à Al-Fath (« La victoire éclatante »), la 48e sourate du Coran.

## Histoire
Le Fatah est fondé clandestinement en octobre 1959 par Yasser Arafat, Salah Khalaf et Khalil al-Wazir, alors qu'ils étaient au Koweït. Le Fatah appelle alors les fedayin à la lutte contre l'État d'Israël (créé le 14 mai 1948) avec comme grand objectif de « libérer tout le territoire palestinien de l'entité sioniste ».
La direction du Fatah est collégiale et fonctionne au sein d'un Comité central qui détient le pouvoir exécutif.
Le conseil général de l'organisation, qui rassemble les différentes factions du Fatah élit les membres du Comité central et le Conseil Révolutionnaire qui se réunit à chaque session du Conseil général. Ce sont deux organes de contrôle du Comité Central.
Un des premiers problèmes qui se pose est le financement du mouvement. En raison du caractère clandestin du mouvement, les fonds ne pouvaient provenir que des membres eux-mêmes.
Le projet politique du Fatah vise alors à une « Palestine démocratique non confessionnelle » ouverte aux juifs, musulmans et chrétiens sans distinction d’ethnie ou de religion. Le mouvement insiste sur la distinction entre Juif et sioniste et encourage la lecture d'intellectuels juifs progressistes comme Martin Buber, Isaac Deutscher, Elmer Berger ou Moshé Menuhim afin de lutter contre les sentiments antisémites qui habitent une partie de la population arabe palestinienne.

## La lutte armée contre l'État d'Israël

### Les prémices
Le Fatah est installé à Gaza jusqu'au début des années 1960. Le 1er janvier 1965, le Fatah déclenche la lutte armée contre l'État israélien en lançant des opérations de sabotage et de guérilla au nom de sa branche armée al-Assifa (« la tempête »).

### Lutte intérieure

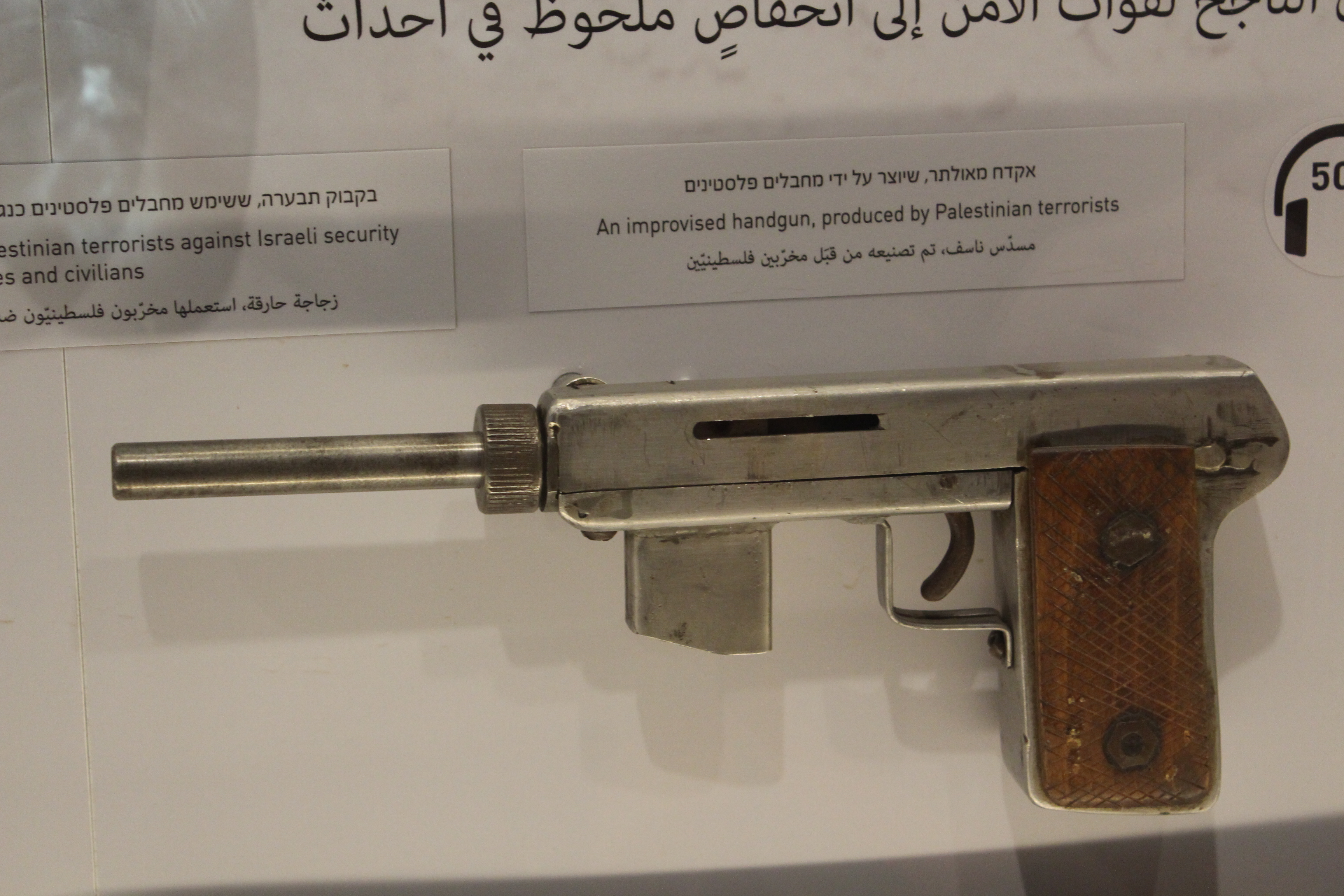
Arme artisanale palestinienne.

Après la guerre des Six Jours, le mouvement acquiert de l'importance. L'occupation militaire de la bande de Gaza et de la Cisjordanie à la suite de la défaite arabe renforce le rôle de la guérilla palestinienne.
Le Fatah organise alors la « lutte intérieure » dans les territoires occupés : « il [établit] des (...) bases le long des frontières jordaniennes et libanaises, [réunit] des armes et [organise] des cellules de résistance dans les territoires et particulièrement en Cisjordanie ». Un millier de volontaires venant des camps des réfugiés et de la diaspora palestinienne en Europe rejoignent à cette époque les camps d'entraînement du Fatah tandis qu'Arafat s'installe en Cisjordanie successivement à Qabatiya, Naplouse puis Ramallah. Il est alors à deux doigts de se faire arrêter par le Shin Beth.
Arafat quitte ensuite la Cisjordanie pour Karameh, en Jordanie, où il établit son quartier général. Le village abrite également un camp d'entrainement des fedayins à moins de 10 kilomètres du point de passage entre la Jordanie et la Cisjordanie.
Entre septembre et décembre 1967, le Fatah organise une soixantaine de tentatives de sabotage mais les forces de sécurité israélienne, armée, police et Shin Beth, en déjouent la plupart par des « actions aussi efficaces qu'implacables ». Ils arrêtent près d'un millier de militants palestiniens et en tuent près de 200. La tentative de « soulèvement populaire » dans les territoires palestiniens occupés est un échec et en janvier 1968, on n'enregistre que six tentatives d'attentats.
Le Fatah gagne un grand prestige auprès de la population palestinienne lors de la bataille de Karameh en mars 1968. Les fedayins résistent pendant une journée à une offensive de blindés israéliens contre le camp palestinien de Karameh, situé en Jordanie. L’armée israélienne perd plusieurs dizaines de soldats et de nombreux blindés, essuyant lors de ces combats l'un de ses principaux échecs contre la guérilla palestinienne.
En 1969, l'Organisation de libération de la Palestine (OLP), fondée en 1964, passe sous le contrôle du Fatah. Yasser Arafat est nommé président de son comité exécutif. En septembre 1970, le régime jordanien du roi Hussein ordonne une offensive contre les bases du Fatah situées dans le pays. Le mouvement palestinien est alors sévèrement affaibli lors des combats du septembre noir (lesquels font entre 3 000 et 10 000 victimes de part et d'autre) et perd pied en Jordanie.

### Lutte extérieure
Arafat et la direction du Fatah changent alors de tactique et lancent des incursions depuis la Jordanie. Celles-ci sont régulièrement couvertes par les fantassins et les artilleurs de la Légion arabe. En réponse, Israël érige une clôture barbelée le long du Jourdain avec des systèmes de surveillance électronique et des camps fortifiés dominant les endroits de passage à gué. La plupart des escouades sont « interceptées et supprimées » le long de la frontière mais bien que les incursions diminuent, elles continuent à faire des victimes dans la population civile et Israël répond en menant des raids au-delà du Jourdain.
Les fedayin (commandos de combattants palestiniens) multiplient les attaques contre Israël à partir d'États arabes (Jordanie, Liban, Syrie). Les tensions entre les gouvernements (soumis à des représailles israéliennes) et l'OLP s'intensifient. En 1970, le Fatah est débordé par des groupes radicaux membres de l'OLP (notamment le Front populaire de libération de la Palestine) ce qui conduit à l'expulsion des forces palestiniennes de Jordanie vers le Liban au terme de combats particulièrement sanglants avec l'armée jordanienne (Septembre noir).

### Changement de politique
Après des attaques terroristes contre des citoyens israéliens (notamment la prise d'otages qui aboutit à la mort de onze athlètes israéliens lors des Jeux olympiques de 1972), par le groupe armé Septembre noir (arabe : أيلول الأسود), le Fatah et l'OLP réorientent leur politique, préférant se consacrer à la reconnaissance internationale de la cause palestinienne.
En 1983, le Fatah connait une grave crise interne, à la suite de l'invasion du Liban par Israël. Une scission au sein du mouvement a lieu à cause de profonds désaccords sur la politique de dialogue menée par Yasser Arafat. Arafat en sort finalement renforcé et son mouvement consolide sa domination dans l'OLP.
Au sein de l'OLP, les principaux postes passent aux mains du Fatah, du comité exécutif de l'OLP aux finances, jusqu'au bureau étranger de l'OLP dirigé par des sympathisants du Fatah.
En 1985, la direction de l'OLP est bombardée par les forces israéliennes. La direction est affaiblie mais elle parvient cependant à renforcer sa domination à la faveur de la première Intifada lancée dans les territoires occupés en 1987.
Le Conseil national palestinien prévoit en 1988 la reconnaissance de l'État d'Israël, tout en proclamant un État palestinien ayant comme capitale Jérusalem.
En 1993, les négociations secrètes entre Israël et l'OLP aboutissent à un accord de reconnaissance mutuelle, ainsi qu'à une déclaration ouvrant la voie à la future Autorité palestinienne.
Depuis les accords d'Oslo le Fatah et d'autres factions de l'OLP ont déclaré renoncer à la lutte armée, toutefois, les factions du Fatah, les Brigades des martyrs d'Al-Aqsa et le Fatah-Tanzim  restent impliquées dans des actions armées,,. Israël estime que la direction du Fatah continue de contrôler et soutenir ces activités terroristes.
En 1996, au terme de la mise en place de l'Autorité palestinienne, le Fatah tend à incarner l'Autorité Palestinienne, tandis que ses éléments se fondent dans cette nouvelle administration.
Le chef historique du Fatah est élu à la tête de l'Autorité, et son parti détient une très large majorité au Conseil législatif palestinien. D'ailleurs, la plupart des fonctionnaires de l'autorité sont d'anciens membres du Fatah, et les forces de sécurité palestiniennes sont essentiellement formées des anciennes brigades de combattants du Fatah.
Le Fatah est directement associé aux échecs de l'Autorité palestinienne[pas clair]. Avec la reprise de la seconde Intifada en septembre 2000, le Fatah recule aux élections et le Hamas en tire profit. Ainsi, depuis la mort de Yasser Arafat et le début de la démocratisation des territoires palestiniens occupés, le Hamas devient un adversaire sérieux du Fatah.
Le Hamas gagne les élections législatives palestiniennes de 2006 et pour la première fois, le Fatah perd le pouvoir. Cette défaite sonne le glas de la vieille garde du Fatah, accusée par la jeune garde d'avoir conduit le Fatah à la défaite en ne luttant pas assez sérieusement contre la corruption qui gangrène l'économie palestinienne.
Le Hamas souhaitera néanmoins former un gouvernement d'union nationale avec le Fatah, mais les Brigades des martyrs d'Al-Aqsa menaceront d'assassiner tout membre du Fatah participant à ce gouvernement[réf. nécessaire]. Les tensions interpalestiniennes croissantes conduisent le Fatah et le Hamas à l'affrontement. Le Fatah est lui-même miné par les luttes de clans.
Le 4 août 2009, et pour la première fois depuis vingt ans, le Fatah réunit son VIe Congrès général à Bethléem, Congrès qui voit un renouvellement des cadres dirigeants dont le comité central s'ouvre à des représentants de la nouvelle génération — dont Marouane Barghouti — au détriment de la vieille garde, tandis que Mahmoud Abbas est réélu à l'unanimité à la tête du parti. Divers analystes y voient la victoire du courant défendant la ligne politique du processus des négociations avec Israël.
Le 27 avril 2011, le Fatah et le Hamas tentent de conclure un accord de réconciliation en vue des élections générales prévues dans l'année. Cette tentative et d'autres ultérieures échouent.

## Idéologie
Bien que la quasi-totalité des représentants de ce parti soient musulmans, le Fatah se déclare laïque (contrairement, par exemple au Hamas qui est islamiste) et politiquement neutre (contrairement par exemple au Front populaire de libération de la Palestine d'obédience marxiste), alors qu'il appartient pourtant à l'Internationale socialiste. Il représente le mouvement le plus important au sein de l'Organisation de libération de la Palestine.
Nabil Shaath, un des hauts responsables du Fatah et ancien conseiller personnel de Yasser Arafat affirme, « la population de cette nouvelle Palestine inclura tous les Juifs résidents et tous les Palestiniens, qu'ils soient exilés ou soumis à l'occupation, qui choisiront de vivre en Palestine en acceptant un statut égal pour tous sans droits spéciaux ni privilèges. »
Pour le Fatah, le futur État palestinien fera partie intégrante de la « nation arabe fédérée ».

## Regards sur l'organisation
Hisham Sharabi considère que c'est à partir des années 1960 que se construit sérieusement la « stratégie de lutte armée » de cette organisation. Selon lui, l'objectif du Fatah et des autres organisations palestiniennes affiliées, n'est pas d'atteindre une victoire militaire mais d'entretenir un conflit de longue durée. Cette approche visant à « épuiser par l'usure » les Israéliens en le conduisant à une « longue guerre populaire et une vietnamisation du conflit ». Selon Zeev Schiff, cette tactique se doublait d'un espoir que la pression de l'opinion publique arabe forcerait les Pays arabes à s'unir pour une « bataille décisive contre Israël ». Pour Sharabi, les « chefs de la résistance espéraient aussi » en une expansion territoriale israélienne qui accroitrait le nombre de ses recrues, élargirait son champ d'action, rendrait les cibles plus vulnérables du fait de leur dispersion. En 1971, Nabil Shaath, écrit un article dans lequel il présente des « objectifs plus ambitieux » qui pourraient être atteints par l’exercice d'une pression sur l'opinion publique israélienne causée par « le fardeau d'un conflit de longue durée, son cout financier et en vies humaines qui convaincront les Israéliens à accepter des arrangements politiques répondant aux exigences palestiniennes ». 
Salah Khalaf (Abou Iyad), l'un des fondateurs du Fatah puis chef de Septembre noir qui était avant son assassinat en 1991 l'adjoint de Yasser Arafat à la tête de l'Organisation de libération de la Palestine (OLP), écrit dans un livre coécrit avec Éric Rouleau, que bien que « les fondateurs du Fatah étaient conscients de la supériorité militaire israélienne ils ont maintenu comme objectif principal la lutte armée. Non pas que nous avions des illusions sur notre capacité à vaincre l’État sioniste mais nous étions convaincus que c’était le seul moyen pour imposer la cause palestinienne à l'opinion mondiale ».